# Scleroderma
Scléroderme
Genre
Scleroderma, les Sclérodermes, est un genre de champignons gastéroïdes basidiomycètes de la famille des Sclerodermataceae. Malgré le manque de pied et de tubes, les sclérodermes appartiennent à l'ordre des Boletales. On relève une trentaine d'espèces. Ils sont utilisés frauduleusement pour remplacer la truffe.

## Taxonomie

### Étymologie
Leur nom a été tiré du grec Skleros, "dur" et Derma, "peau".
L'espèce type est Scleroderma verrucosum mais l'espèce la plus courante est Scleroderma citrinum.

## Description

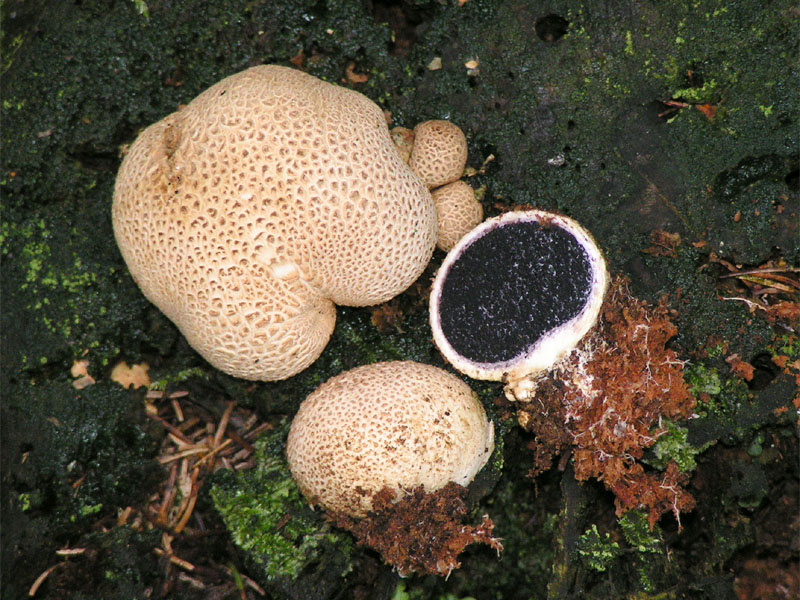
Sclérodermes vulgaires et coupe: le péridium entoure la glèbe

Ils sont caractérisés par une forme gastéroïde (en forme d'estomac), une enveloppe plus ou moins épaisse : le peridium, et son intérieur : la glèbe.

## Consommation
Comestible médiocre (à l'état jeune).

### Utilisation frauduleuse
Sa consistance, sa comestibilité, sa forme et le fait qu'ils sont faciles à trouver en font un produit de choix pour être vendu pour de la truffe. En effet, trempé dans du jus de truffe, découpé en de minuscules petits dés, il peut parfaitement donner l'illusion de petits morceaux de truffe utilisés dans les foies gras. Un examen au microscope permet rapidement de dévoiler l'escroquerie.

## Liste des espèces
- Scleroderma albidum
- Scleroderma areolatum
- Scleroderma bougheri
- Scleroderma bovista
- Scleroderma cepa
- Scleroderma chevalieri
- Scleroderma citrinum
- Scleroderma columnare
- Scleroderma cyaneoperidiatum
- Scleroderma dictyosporum
- Scleroderma echinatum
- Scleroderma flavidum
- Scleroderma floridanum
- Scleroderma franceschii
- Scleroderma hakkodense
- Scleroderma hypogaeum
- Scleroderma laeve
- Scleroderma leptopodium
- Scleroderma lycoperdoides
- Scleroderma macalpinei
- Scleroderma mayama
- Scleroderma meridionale
- Scleroderma michiganense
- Scleroderma paradoxum
- Scleroderma polyrhizum
- Scleroderma reae
- Scleroderma septentrionale
- Scleroderma sinnamariense
- Scleroderma stellatum
- Scleroderma uruguayense
- Scleroderma verrucosum
- Scleroderma xanthochroum